# Palomares

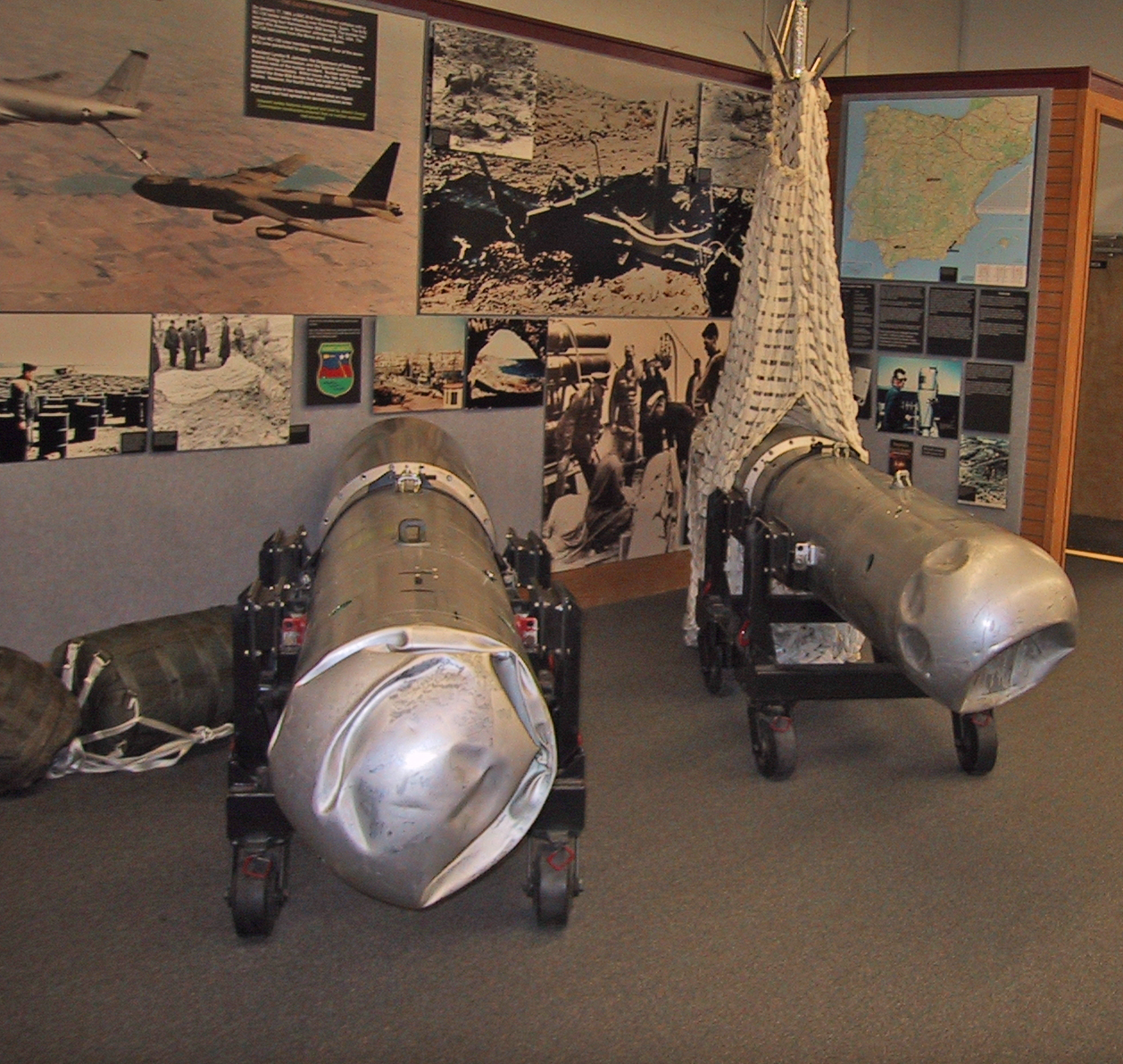
Dos bombas de Palomares en el Museo Nacional de Ciencia e Historia Nuclear de Albuquerque, Estados Unidos.

Palomares es una localidad y pedanía española perteneciente al municipio de Cuevas del Almanzora, en la provincia de Almería. Está situada en la parte oriental de la comarca del Levante Almeriense. En plena costa mediterránea, cerca de esta localidad se encuentra la desembocadura del río Almanzora y los núcleos de Vera-Playa, Villaricos, Cabuzana, Las Rozas, Las Herrerías y La Algarrobina.
La zona tiene como principales actividades económicas el turismo, el sector agropecuario y la pesca.

## Historia
Palomares saltó a los medios internacionales el 17 de enero de 1966, cuando dos aviones, un B-52G y un KC-135 de la Fuerza Aérea de los Estados Unidos colisionaron y perdieron cuatro bombas termonucleares frente a sus costas, tres en tierra y una en el mar mediterráneo. A este suceso se le conoce como el incidente de Palomares.

## Demografía
Según el Instituto Nacional de Estadística de España, en el año 2019 Palomares contaba con 1883 habitantes censados, lo que representa el 13,37 % de la población total del municipio.

### Evolución de la población
| Gráfica de evolución demográfica de Palomares entre 2009 y 2019 |
|                                                                 |
| Datos según el nomenclátor publicado por el INE.                |

## Comunicaciones

### Carreteras
Las principales vías de comunicación que transcurren junto a esta localidad son:
| Identificador | Denominación                     | Itinerario                         |
| ------------- | -------------------------------- | ---------------------------------- |
| AL-8104       | De A-352 a AL-7107 por Palomares | Los Silos - Palomares              |
| AL-7107       | De A-370 a la A-332              | Las Marinas - San Juan de Terreros |

Algunas distancias entre Palomares y otras ciudades:
| Ciudades             | Distancia (km) |
| -------------------- | -------------- |
| Vera                 | 9              |
| Cuevas del Almanzora | 10             |
| Almería              | 93             |
| Murcia               | 130            |
| Granada              | 208            |

## Servicios públicos

### Sanidad
Palomares pertenece a la zona básica de salud de Cuevas del Almanzora, en el distrito sanitario del Levante-Alto Almanzora. El pueblo cuenta con un consultorio médico que fue inaugurado en 2010.

### Educación
Los centros educativos que hay en la pedanía son:
| Denominación genérica                    | Nombre del centro                  | Naturaleza |
| ---------------------------------------- | ---------------------------------- | ---------- |
| Colegio de educación infantil y primaria | CEIP Alarcón Fernández de Arellano | Público    |
| Escuela infantil                         | EI Palomares                       | Público    |

## Cultura

### Fiestas
Palomares celebra cada año sus fiestas el primer fin de semana de agosto en honor a la Virgen del Carmen. También cabe destacar la celebración del día de San Javier, patrón de la pedanía, el 3 de diciembre.